# Thorhild Widvey

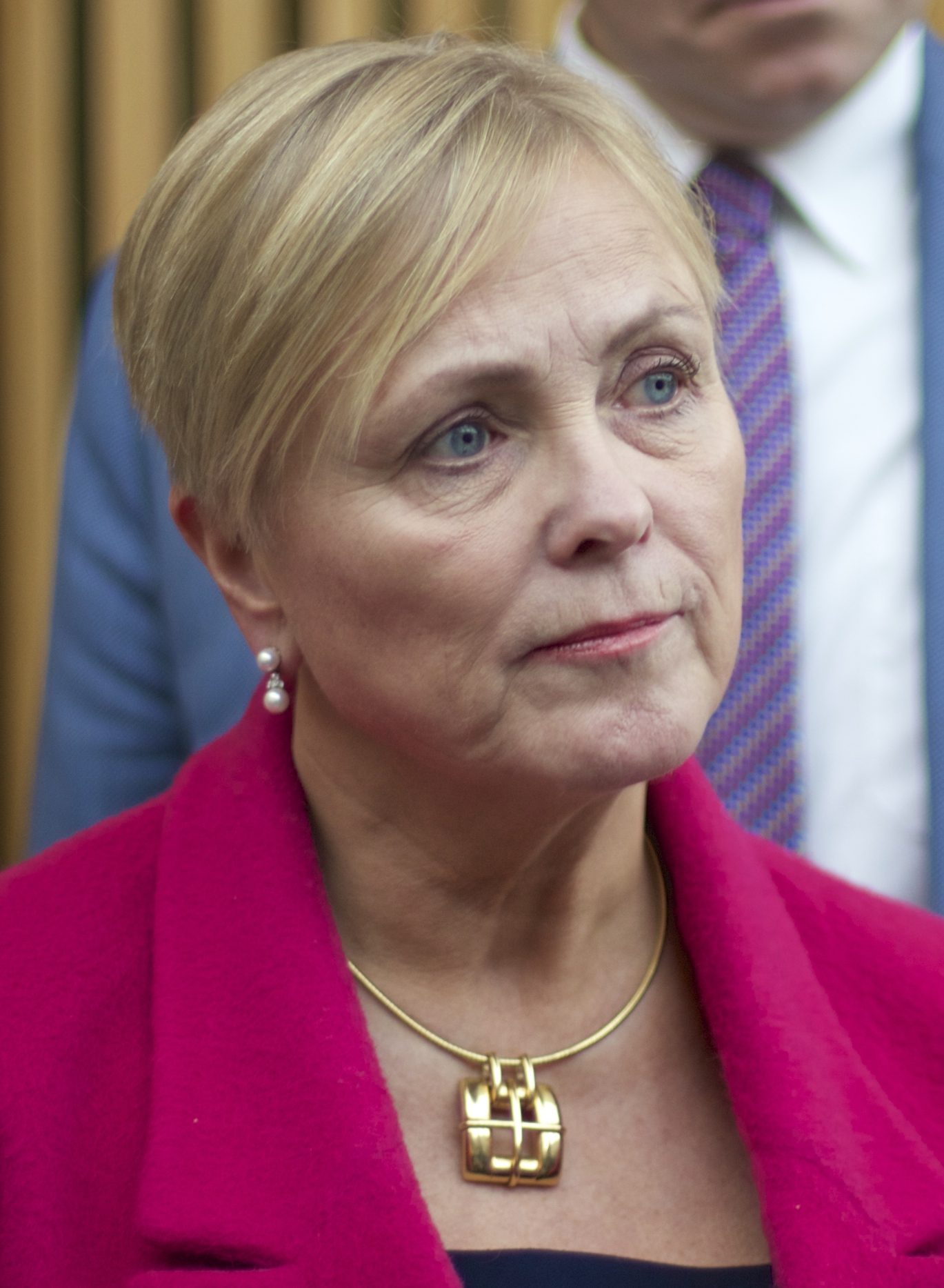
Thorhild Widvey (2014)

Thorhild Widvey (* 9. Januar 1956 in Avaldsnes, Rogaland) ist eine norwegische Politikerin der konservativen Partei Høyre. Sie war von 2004 bis 2005 Öl- und Energieministerin sowie von 2013 bis 2015 die Kulturministerin ihres Landes.

## Politische Karriere
Widvey war von 1979 bis 1989 Mitglied des Kommunalparlaments von Karmøy. Zwischen 1987 und 1989 war sie Mitglied im Fylkesting der Provinz Rogaland. Im Jahr 1989 zog sie erstmals in das norwegische Nationalparlament, das Storting ein. Dort vertrat sie bis 1997 den Wahlkreis Rogaland. In der Zeit ab 1993 war sie dabei Mitglied des Fraktionsvorstands. Ihr Start in die Politik erfolgte zeitgleich mit und in enger Verbindung zu Erna Solberg. 1992 wurde sie Vize-Vorsitzende der norwegischen Europa-Bewegung.
Nachdem sie 1997 aus der aktiven Politik ausgeschieden war, zog sie mit ihrem Mann Osvald Bjelland und ihren beiden Kindern nach London. 2002 kehrten sie nach Norwegen zurück, und Widvey wurde Staatssekretärin im Fischerei-, 2003 im Außenministerium. Sie war von 2004 bis 2005 Öl- und Energieministerin im Kabinett von Kjell Magne Bondevik.
Von Oktober 2013 bis Dezember 2015 gehörte sie als Kulturministerin der Regierung Solberg an.